# Flabellidium spinosum
Espèce
Statut de conservation UICN

 EX  : Éteint
Flabellidium spinosum est une espèce de mousses (division des Bryophyta).